# سی‌اف موتو
سی‌اف‌موتو (انگلیسی: CFMoto) یک تولیدکننده چینی انجین، موتورسیکلت، وسایل نقلیه تمام زمینی، چهارچرخ و قایق بادبانی است که دفتر مرکزی آن در هانگژو، ژجیانگ، چین است. مدل‌های سی‌اف ۶۵۰ و سی‌اف ۱۲۵۰جی تولید شده توسط این شرکت، خودروهای پلیسی هستند که توسط آژانس‌های امنیت عمومی در بسیاری از استان‌ها و شهرها استفاده می‌شوند.
امروزه تولید موتورسیکلت‌های سی‌اف در بیش از ۱۰۰ کشور توزیع می‌شود توسط بیش از ۲۰۰۰ نمایندگی در سراسر جهان که دارد.

## تاریخچه
کمپانی سی‌اف موتو در سال ۱۹۸۹ توسط لای گوچیانگ تأسیس شد. در سال ۲۰۱۳، شروع به ساخت قایق‌های تفریحی پیشرفته کرد.
در سال ۲۰۱۱، سی‌اف موتو و کی‌تی‌ام وارد یک مشارکت تجاری شدند. در سال ۲۰۱۷، این دو شرکت سرمایه‌گذاری مشترکی را آغاز کردند که امکان تولید و فروش موتورسیکلت‌های کی‌تی‌ام در چین را با نام «کی‌تی‌ام آر۲آر» فراهم می‌کرد. سی‌اف موتو همچنین مدل‌های کم حجم را به نمایندگی از کی‌تی‌ام در کارخانه‌های چینی خود مونتاژ می‌کند و همچنین موتورهای کی‌تی‌ام با حجم بزرگ‌تر را تولید می‌کند. از سال ۲۰۱۷، سی‌اف موتو در بورس اوراق بهادار شانگهای با نام چونفنگ پاور (Chunfeng Power) با کد ۶۰۳٫۱۲۹ درج شده است. در پایان سال ۲۰۲۰، سی‌اف موتو زیرمجموعه جدیدی از موتورسیکلت‌های برقی، زیهو (Zeeho) را معرفی کرد.

## فعالیت رسمی
سی‌اف به‌طور رسمی از سال ۲۰۰۰ شروع به فعالیت و تولید کرد. سال‌های قبل به خاطر نداشتن مجوز رسمی از دولت وقت نتونست تولید انبوهی داشته باشه و فقط روی یک سری از موتورهای ۱۲۵ سی‌سی کار می‌کرد که اون‌ها رو برای شرکت‌های دیگه تولید می‌کرد. تا اینکه در سال ۲۰۰۷ کارخونه ای با ۴۹۰٫۰۰۰ متر مربع در هانگژو چین با ۱۵۲۰ نیروی کار آماده، تغییر بزرگی در فرایند تولیدات خودش داد و این نقطه عطف بزرگی برای این شرکت به حساب می‌آمد.

## سی‌اف در ایران
سی اف چند سالی هست که در بازار ایران ورود کرده و به نمایندگی شرکت صنعتی تولیدی جهان‌رو محصولاتش رو به فروش میرسونه. سی‌اف ۱۵۰، سی‌اف ۲۵۰ و همچنین سی‌اف ۲۵۰ ریس، که استقبال متوسطی در ایران داشت.